# Cesare Cremonini (músic)
Cesare Cremonini (Bolonya, Itàlia, 27 de març de 1980) és un cantant, compositor i actor italià.
Va ser el líder i autor de les cançons més destacades del grup Lùnapop, que va gaudir d'un gran èxit amb la publicació del seu disc ...Squérez?, que va vendre al voltant d'un milió de còpies durant els seus dos primers anys de vida. Després de la dissolució de Lùnapop el 2002 Cremonini va seguir la seva carrera en solitari ha publicat set àlbums d'estudi, tres enregistrats en viu i tres recopilatoris.

## Biografia
Cesare Cremonini va néixer a Bolonya el 27 de març de 1980 a la família formada per Carla, una mestra, i Giovanni Cremonini, un metge dietista. Té un germà dos anys més gran anomenat Vittorio. Va començar a estudiar piano als 6 anys. Als 11 anys va rebre com a regal un disc de Queen, una formació de la qual va esdevenir un gran seguidor i que el va fer abandonar la passió per la música clàssica per apropar-se al món del pop i el rock.
El 1996 va fundar el grup Senza Filtro juntament amb alguns companys i amics del Liceo Scientifico Statale Sabin. Amb aquesta formació va accedir a l'escena musical bolonyesa i gira per diverses festes i locals de la ciutat i la perifèria amb un repetori original combinat amb versions de grups com ara The Beatles, Oasis, Radiohead i Queen.

### L'èxit amb Lùnapop (1999 - 2002)
El 1997 la formació Senza Filtro es va trobar amb el productor Walter Mameli i amb el promotor Marco Stanzani. L'any 1999 el guitarrista i el baixista del grup original canvien per Michele Giuliani i Nicola "Ballo" Balestri respectivament i es produeix el canvi de nom a Lùnapop a proposta de Mameli.
El mateix 1999 Lùnapop va guanyar la categoria Nuovi Talenti (Nous Talents) de la desena edició del Festival de San Marino amb Qualcosa di grande. Això els va permetre publicar un primer senzill, 50 Special que va assolir el primer lloc a la llista de singles més venuts a Itàlia, romanent-hi durant 5 setmanes. A més van aconseguir el disc de platí per la venda de més de 100.000 còpies. Cremonini va declarar haver escrit aquesta cançó poc abans de fer els exàmens d'accés a la universitat, inspirant en el llibre Jack Frusciante è uscito dal gruppo d'Enrico Brizzi.
El 27 de novembre de 1999, a tres mesos de la sortida del seu àlbum d'estudi va debutar a la ràdio Un giorno migliore, el segon senzill del disc, que va arribar a ser un dels més retransmessos el 22 de desembre de 1999, romanent en aquesta posició fins al març del 2000. El senzill, publicat el gener del 2000 va rebre el disc d'or per la venda de més de 50.000 còpies.
El 30 de novembre de 1999 surt a la venda l'àlbum ....Squérez?, únic disc del grup. Es tracta d'una compilació de cançons escrites per Cremonini entre els 15 i els 18 anys a excepció de Se ci sarai que va ser escrita per Alessandro De Simoni i Resta con Me que va ser composta per Cremonini i De Simone.
A l'abril del 2000 es va publicar el tercer senzill Qualcosa di grande amb el que van guanyar el Festivalbar d'aquell any. Els senzill successius van contribuir a l'èxit del disc, que va vendre en pocs anys més d'un milió i mig de còpies a Itàlia.
L'any 2001 el grup va travessar una crisi que va culminar amb una última aparició pública de Lùnapop el 18 de setembre del 2001 a l'Arena de Verona i amb la dissolució de la formació a principis de 2002.

### Bagus, el començament de la carrera com a solista (2002 - 2004)
El 15 de novembre de 2002 Cremonini va publicar el seu primer àlbum com a solista, Bagus, que significa "tot allò que és positiu, plaent i bell" en indonesi. Es van editar els senzills de Gli uomini e le donne sono uguali, Vieni a vedere perché, PadreMadre i Latin Lover.
El públic va posar aquest nou treball en el Top 50 dels discos més venuts a Itàlia durant 15 setmanes. Va aconseguir quatre discos d'or i va vendre més de 250.000 còpies. El 2003 es va publicar una edició limitada amb la cançó inèdita Gongi-Boy, un DVD amb vídeos musicals i el documental Bagus Tour Documentary.

### Maggesei1+8+24(2005-2007)
El 10 de juny de 2005 Cesare Cremonini va publicar el seu segon àlbum com a solista, Maggese (en català, guaret). L'enregistrament de l'àlbum té lloc als famosos estudis Abbey Road de Londres. Se n'extreuen els senzills Marmellata #25, Maggese, Le tue parole fanno male i Ancora un po'.
L'octubre de 2005, Cremonini es va embarcar en el Maggese Theatre Tour, una gira teatral amb la London Telefilmonic Orchestra, la mateixa amb què es va gravar el disc. Per l'estiu del 2006, en canvi, Cremonini va presentar el Maggese Summer Tour per tota Itàlia amb sons mès elèctrics que l'experiència teatral. Cremonini escriu els arranjaments de totes les cançons amb l'ajuda de Giovanni Guerretti i Alessandro Magnanini, piano i guitarra de la seva banda, i interpreta les seves cançons amb un estil particular, dedicant algunes parts de l'espectacle a la prosa. També utilitza instruments com el santur, el piano i la guitarra acústica.
El 24 de novembre de 2006 es va publicar el primer disc en directe del cantant, titulat 1+8+24 (1 és Cremonini, 8 són els membres de la banda i 24 són els de la London Telefilmonic Orchestra). Aquest CD conté algunes cançons extretes del Maggese Theatre Tour. El CD va acompanyat d'un DVD que conté la pel·lícula documental 1+8+24, en què s'acompanyen parts del concert amb imatges extretes de l'enregistrament de Maggese.

### Salut mental
El 2020, coincidint amb la publicació del s10llibre Let them talk, Cesare Cremonin A més, també arriba el primer disc de platí, gràcies a les més de 100.000 còpies venudesi va concedir diverses entrevistes on va parlar obertament del seu diagnòstic d'esquizofrènia i com el tractament psiquiàtric ha millorat la seva qualitat de vida.

## Discografia

### Com a solista

#### Àlbums d'estudi
- 2002 - Bagus
- 2005 - Magese
- 2008 - Il primo bacio sulla Luna
- 2012 - La teoria dei colori
- 2014 - Logico
- 2017 - Possibili Scenari
- 2022 - La ragazza del futuro

#### Àlbums en directe
- 2006 - 1+8+24
- 2015 - Più che logico (Live)
- 2022 - Cremonini Live: Stadi 2022 + Imola

#### Recopilatoris
- 2010 - 1999-2010 The Greatest Hits
- 2015 - Logico Project Limited Edition
- Cremonini 2C2C - The Best of

### Amb Lùnapop

#### Àlbums d'estudi
- 1999 - ...Squèrez?

### Com a autor
- 2013 - Marco Mengoni - La valle dei re

## Filmografia

### Cinema
- Un amore perfetto, dirigida per Valerio Andrei (2002)
- Il cuore grande delle ragazze, dirigida per Pupi Avati (2011)

### Televisió
- Via Zanardi 33 (2 episodis, 2001) - Sèrie de televisió
- Top Gear Italia (2016) - Programa de televisió

## Llibres
- Lei ali sotto ai piedi (2009), Rizzoli ISBN 9788817032285.
- Let them talk. Ogni canzione è una storia (2020), Mondadori ISBN 9788804734697.